# BABOK
Руководство к своду знаний по бизнес-анализу (англ. A Guide to the Business Analysis Body of Knowledge, аббревиатура BABOK) — руководство по бизнес-анализу, выпущенное Международным институтом бизнес-анализа (IIBA), в котором делается попытка отразить передовой опыт и предоставить структуру, описывающую области знаний, необходимые действия, задачи и методы.

## Описание
Предлагается для организаций, заинтересованных в улучшении бизнес-процессов, повышения управляемости таковых, а также интеграции с CMMI.

## История
BABOK был впервые опубликован Международным институтом бизнес-анализа в виде проекта документа версии 1.0 в январе 2005, а уже в октябре того же года была опубликована версия 1.4. Начальные версии предназначались для консультаций с сообществом специалистов по бизнес-анализу и управлению проектами, для документирования и стандартизации общепринятых методов. Первый официальный выпуск версии 1.6 был опубликован в июне 2006, версия 2.0 была выпущена в 2009, а версия 3.0 в 2015.